# فرشته‌ای برایم بفرست (آلبوم)
فرشته‌ای برایم بفرست (به انگلیسی: Send Me An Angel) دومین آلبوم استودیویی گروه پراگرسیو پاور متال ایتالیایی، ویژن دیواین است که در ژانویهٔ ۲۰۰۲ منتشر شد.

## فهرست آهنگ‌ها
این آلبوم دارای ۱۱ قطعه است و کار آهنگسازی آن را اولاف تورسن (مانیانی) و فابیو لیونه (توردیلیونه) انجام‌داده‌اند به جز قطعات بی‌کلام ۱ و ۹ که دی پائولی آنها را نوشته است و تراک آخر که بازاجرایی از یکی از ترانه‌های گروه آ-ها است. اولاف تورسن در عین حال کار ترانه‌سرایی آلبوم را نیز انجام داده است.
| شماره | نام                                                                           | مدت  |
| ----- | ----------------------------------------------------------------------------- | ---- |
| ۱.    | «آغاز (Incipit)»                                                              | ۱:۲۵ |
| ۲.    | «فرشته‌ای برایم بفرست (Send Me An Angel)»                                      | ۴:۱۰ |
| ۳.    | «درد (Pain)»                                                                  | ۴:۳۹ |
| ۴.    | «دور از تو (Away From You)»                                                   | ۴:۲۱ |
| ۵.    | «سیاه و سفید (Black & White)»                                                 | ۴:۵۰ |
| ۶.    | «ندا (The Call)»                                                              | ۴:۰۸ |
| ۷.    | «طعم یک خداحافظی (Taste Of A Goodbye)» (گیتار دوم از استفانو براندو براندونی) | ۳:۳۷ |
| ۸.    | «آخرالزمان می‌آید (Apocalypse Coming)»                                         | ۴:۱۴ |
| ۹.    | «الهه انتقام (Nemesis)» (بی‌کلام)                                              | ۳:۱۴ |
| ۱۰.   | «شعلهٔ نفرت (Flame Of Hate)» (صدای زن: استفانی جکسون، صدای مرد: استیو اسکات)   | ۴:۴۲ |
| ۱۱.   | «Take On Me» (بازاجرای ترانهٔ آ-ها)                                            | ۳:۴۵ |

## اعضا
- فابیو لیونه - خواننده
- اولاف تورسن - گیتار
- آندره‌آ توریچینی - گیتار بیس
- مت استنچویو - درامز
- اندرو مک‌پلز - کیبورد